# 정의당 (미국)
정의당은 미국의 사회민주주의 정당이다. 그 당은 전 솔트레이크시티의 시장인 록키 앤더슨을 포함한 일련의 정치가들에 의해 2011년 11월에 그들이 보았던 것이 두 거대 정당의 복점인 만큼 대안 정당으로서 창당되었다. 정의당의 주요 목표 중의 하나는 정치로부터 기업의 영향력과 그 밖의 다른 사람들에게 집중된 부를 제거하는 것이다.
주로 민주당에 자유주의적, 우파적인 색깔에 반발하여 탈당한, 민주당내에서 진보주의, 사회민주주의적인 색깔을 드러내는 사람들이 창당한 정당이다.

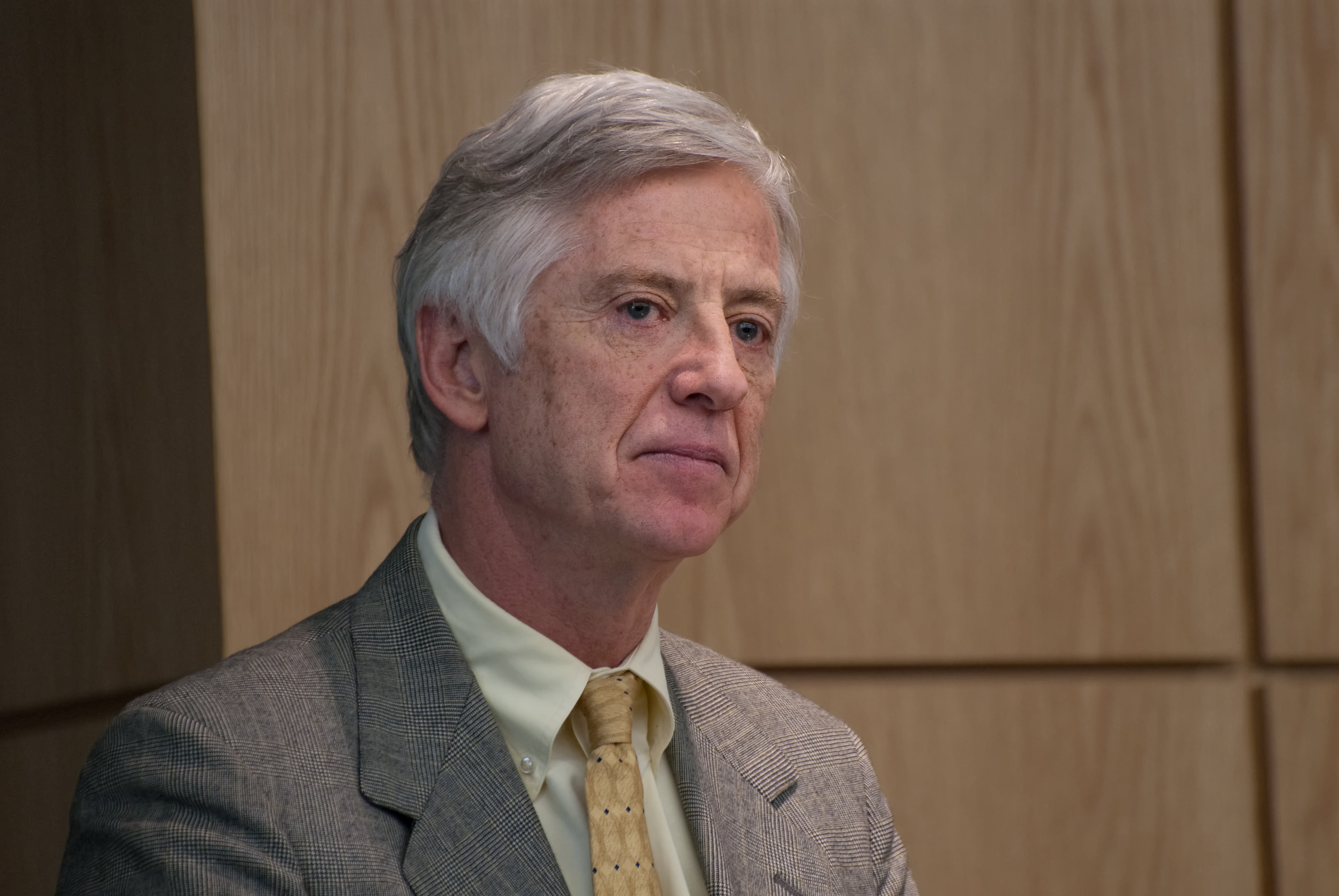
정의당 당수 록키 앤더슨